# Cryptogemma chrysothemis
Cryptogemma chrysothemis é uma espécie de gastrópode do gênero Cryptogemma, pertencente à família Turridae.